# 国道210号
国道210号（こくどう210ごう）は、福岡県久留米市から大分県大分市に至る一般国道である。

## 概要
久留米市東櫛原町の国道3号分岐（東櫛原交差点）から筑後川やその支流・玖珠川に沿って東へ向かい、温泉地で知られる日田温泉や由布院温泉を経て、大分県大分市新町の国道10号交点（大道入口交差点）とを結ぶ一般国道の路線で、主な通過地は、福岡県うきは市、大分県日田市、玖珠郡玖珠町、九重町、由布市、大分市宮崎である。別名、久留米 - 玖珠間が筑後街道、由布院 - 大分間が豊後街道ともよばれる。ほぼ全区間でJR九州の久大本線と平行するルートを通っている。概ね、大分自動車道とも並行しており、由布市内で湯布院ICで直接連絡する。

### 路線データ
一般国道の路線を指定する政令に基づく起終点および重要な経過地は次のとおり。
- 起点：久留米市（東櫛原交差点 = 国道3号交点）
- 終点：大分市（大道入口交差点 = 国道10号交点、国道57号・国道217号・国道442号起点、国道197号終点）
- 重要な経過地：日田市、大分県玖珠郡玖珠町、同郡九重町、同県大分郡湯布院町[注釈 2]
- 総延長 : 147.7 km（福岡県 45.2 km、大分県 102.5 km）重用延長を含む。[2][注釈 3]
- 重用延長 : 1.3 km（福岡県 - km、大分県 1.3 km）[2][注釈 3]
- 未供用延長 : なし[2][注釈 3]
- 実延長 : 146.4 km（福岡県 45.2 km、大分県 101.2 km）[2][注釈 3]
  - 現道 : 127.9 km（福岡県 32.3 km、大分県 95.6 km）[2][注釈 3]
  - 旧道 : なし[2][注釈 3]
  - 新道 : 18.5 km（福岡県 12.9 km、大分県 5.6 km）[2][注釈 3]
- 指定区間：久留米市東櫛原町字太田2854番2 - 大分市大字宮崎字スカワ675番1（東櫛原交差点（起点） - 宮崎交差点）、国道10号と重複する区間（大分県大分市・宮崎交差点 - 府内大橋北交差点）[3]

## 歴史
- 1953年（昭和28年）5月18日 - 二級国道210号久留米別府線（久留米市 - 大分市 - 別府市）として指定施行[4]。
- 1965年（昭和40年）4月1日 - 道路法改正により一級・二級区分が廃止されて一般国道210号として指定施行[1]。
- 1970年（昭和45年）4月1日 - 終点側を短縮し、一般国道210号（久留米市 - 大分市）として指定施行[5]。
- 2007年（平成19年）3月1日 - 由布市湯布院町川北 - 大分市大字木上の32.8 kmが指定区間に追加される[6]。
- 2019年（平成31年）4月1日 - 天瀬改良開通により、日田市天瀬町赤岩の旧道0.64 kmが降格。0.46 kmは日田市、0.18 kmは玖珠町に移管[7]。

## 路線状況

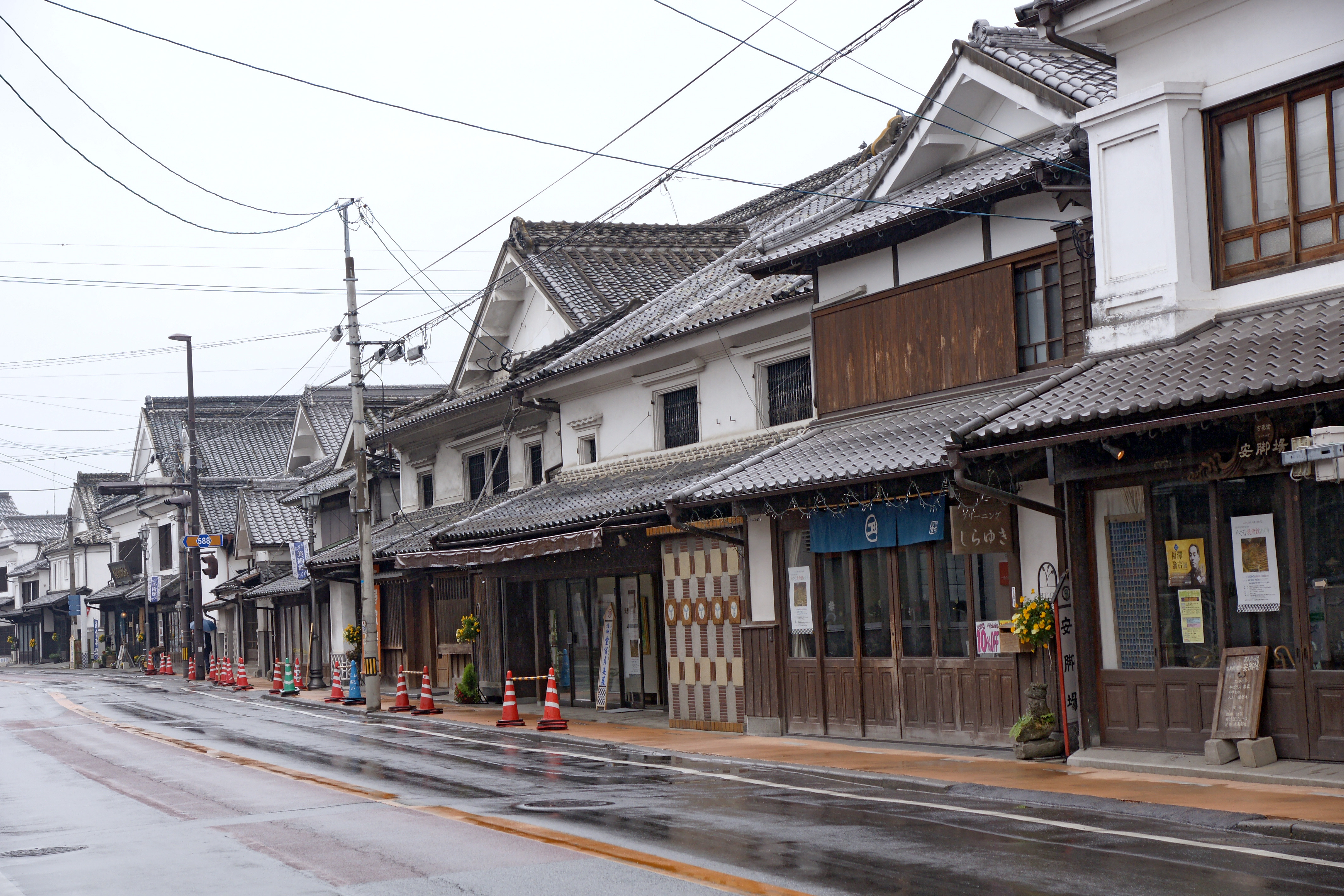
経過地：筑後吉井地区（うきは市）

### 通称
- 日田街道
- 筑後街道
- 豊後街道

### バイパス
- 浮羽バイパス：久留米市田主丸町 - うきは市浮羽町の14.0 kmの区間で、田主丸町上原から福岡県道52号八女香春線交点までは4車線、以後浮羽町山北までの1.7 kmは完成2車線で計画されている。うきは側は1983年（昭和58年）から2008年（平成20年）にかけて暫定2車線（一部完成2車線）で開通しているが、久留米側は断片的に開通しているのみ。
- 日田バイパス：日田市大字石井 - 日田市小ヶ瀬町の5.3 km区間。一部は国道212号と重複。
- 天瀬改良：日田市天瀬町赤岩の1.0 km区間。防災性の向上とともに、JR九州久大本線との交差を減らすために計画された。2018年（平成30年）12月15日に開通[8]。

### バイパスであった区間
- 久留米東バイパス：起点から久留米市山川町の区間。1985年（昭和60年）3月20日に全線供用された。その後旧道は降格となり、国道322号 - 福岡県道53号久留米筑紫野線 - 市道となった。なお、旧道の起点では国道209号に直接接続していた。反面、この付近の旧国道322号は現在の福岡県道88号久留米小郡線であり、旧道同士の直接接続はなかった。
- 日田バイパス：日田市大字石井から日田市小ヶ瀬町の区間。2005年（平成17年）に全線開通後、2008年（平成20年）に旧道が降格となり、市道 - 大分県道673号小畑日田線 - 大分県道・熊本県道9号日田鹿本線 - 国道386号となった。
- 天瀬改良：日田市天瀬町。2018年（平成30年）12月15日に開通。
- 木上バイパス（通称ホワイトロード）：大分市木上から同市宮崎の区間。旧道が国道442号に指定替えされ、現在はこちらが本線となっている。

### 重複区間
- 国道212号（大分県日田市大日町・高瀬交差点 - 日田市大宮町・大宮交差点）
- 国道387号（大分県玖珠郡玖珠町大字塚脇・新長野交差点 - 玖珠郡九重町大字粟野・粟野交差点）
- 国道10号・国道57号（大分県大分市大字宮崎・宮崎交差点 - 大分市畑中1丁目・府内大橋北交差点）
- 国道442号（大分県大分市羽屋新町1丁目 - 大分市新町・大道入口交差点（終点））

### 道路施設

#### 橋梁
- 大分県
  - 府内大橋（大分川、大分市（国道210号重複区間内））

#### トンネル
- 大分県

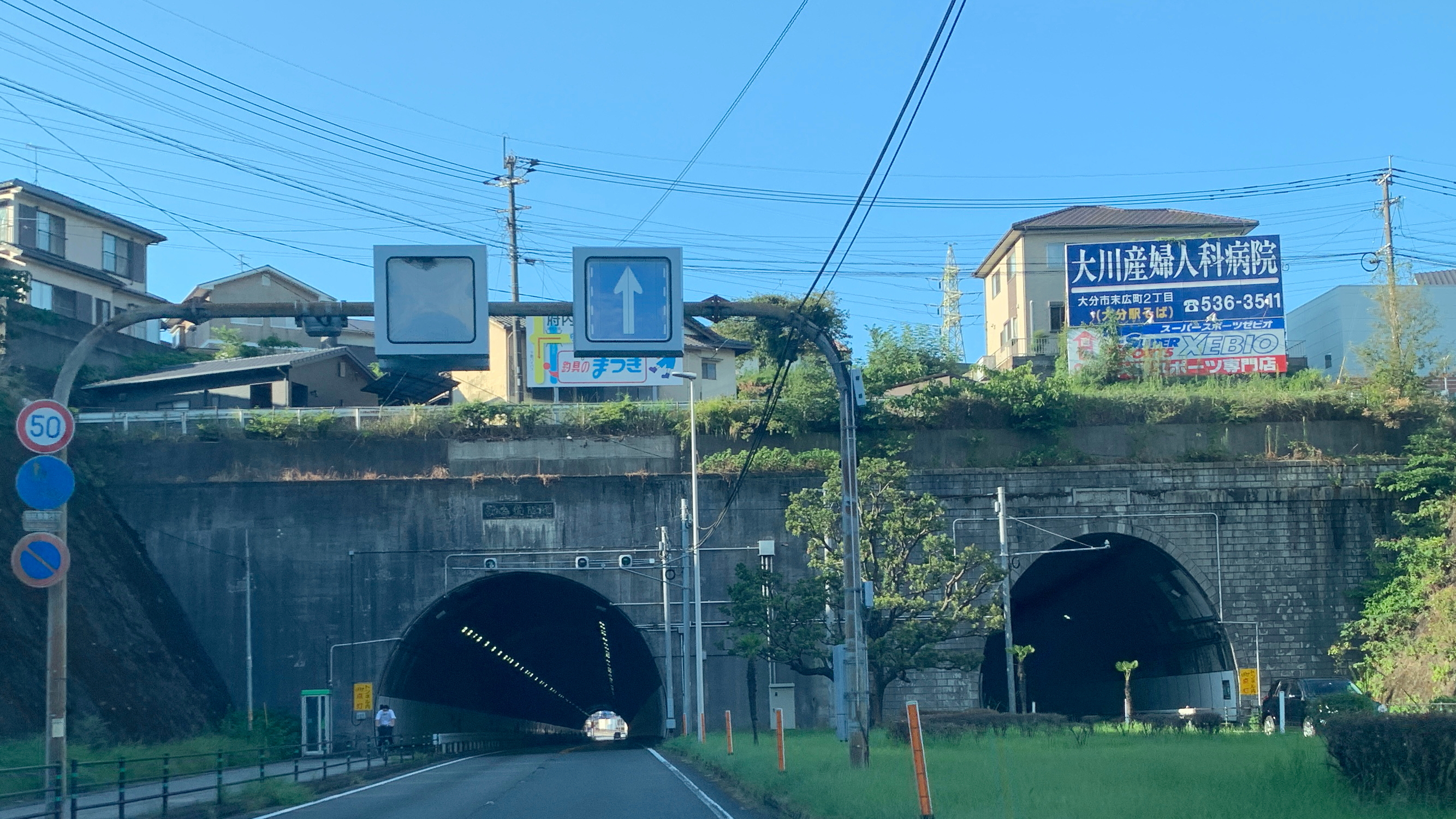
大道トンネル北口（大道側）

  - 加々鶴隧道：延長409 m、1965年（昭和40年）竣工、日田市
  - 寺内トンネル：延長115 m、2005年（平成17年）竣工、日田市
  - 大部トンネル：延長292 m、1993年（平成5年）竣工、日田市
  - 小ヶ瀬隧道：延長48 m、1970年（昭和45年）竣工、日田市
  - 池ノ原トンネル：延長127 m、1975年（昭和50年）、日田市
  - 市の村トンネル（天瀬改良）：延長541 m、2018年（平成30年）竣工、玖珠郡玖珠町
  - 滝瀬隧道：延長394 m、1968年（昭和43年）竣工、玖珠郡玖珠町
  - 尾本隧道：延長26 m、1966年（昭和41年）竣工、玖珠郡玖珠町
  - 水分隧道：延長180 m、1962年（昭和37年）竣工、由布市
  - 櫟木トンネル：延長66 m、1989年（平成元年）竣工、由布市
  - 大道トンネル：延長309 m、1969年（昭和44年）竣工、大分市

#### 道の駅
- 福岡県
  - くるめ（久留米市）
  - うきは（うきは市）
- 大分県
  - 慈恩の滝 くす（玖珠郡玖珠町）
  - ゆふいん（由布市）

### 主な混雑場所
- 土・日・祝日、その他休日は、「ゆめタウン久留米」（久留米市新合川）に向かう多くの車で、久留米市内の区間をはじめ、この国道210号に通じる他の周辺道路は午後から大渋滞となることが多い（特に好天の日）。
- 福岡県久留米市の筑水高校前交差点は2車線から4車線に切り変わる交差点であるが、国道（久留米東バイパス）は右折しなければならない。直進は旧道（現在は市道）であるため市街地から久留米市東部へ向かう対向車も多く、この交差点を先頭に渋滞することが多い。
- うきは市の旧・吉井町の中心部も朝・夕に混雑が発生しやすい。現在、久留米市田主丸町からうきは市の北部を迂回する浮羽バイパスが建設中であるが全線開通のめどは立っていない。
- 日田市でも日田バイパスが開通するまでは国道212号重複区間および日田市中心部で渋滞が多発していたが2005年（平成17年）12月に全線開通したことである程度の混雑は解消された。なお、旧道区間にあたる部分は日田市道・大分県道673号小畑日田線・大分県道・熊本県道9号日田鹿本線・国道386号に変更され、一部を日田市が管理するのを除いて大部分が大分県が管理するようになった[9]。
- 由布市内では、旧挾間町の挾間三差路（旧・医大挾間入口交差点）で由布院方面から、大分県道207号大分挾間線（医大バイパス）方面への左折車で休日夕方および高速バスが迂回する悪天候時に混雑しやすい。そのため、大分河川国道事務所による拡張工事が行われた。
- 大分市内の区間は市内の大動脈であるため、混雑する箇所が多い。宮崎交差点 - 大道入口交差点にかけては通称「大道バイパス」と呼ばれる区間が含まれており、国道10号から市街地を避けるルートとしてラッシュ時の渋滞が目立つ。
- 大分市において日豊本線をまたいでいた大道陸橋は、1959年（昭和34年）に完成し1日6万台の交通量があったが[10]、大分駅付近の連続立体交差事業に伴い撤去されることになり[11]、2011年（平成23年）1月17日から同年6月5日まで全面通行止めとした上で撤去工事が行われた[12]。撤去工事後、2012年（平成24年）3月17日の高架化完成までは暫定的に踏切が設置され、この踏切では朝夕のラッシュ時に5時間中1時間15分にわたり遮断機が降りたため、周辺では激しい渋滞が起きた[13]。

## 地理

### 通過する自治体
- 福岡県
  - 久留米市 - うきは市
- 大分県
  - 日田市 - 玖珠郡玖珠町[注釈 4] - 日田市[注釈 4] - 玖珠郡玖珠町 - 玖珠郡九重町 - 由布市 - 大分市

### 交差する道路
| 交差する道路                                                                               | 都道府県名 | 市町村名 | 市町村名 | 交差する場所   | 交差する場所                         |
| ------------------------------------------------------------------------------------------ | ---------- | -------- | -------- | -------------- | ------------------------------------ |
| 国道3号                                                                                    | 福岡県     | 久留米市 | 久留米市 | 東櫛原町       | 東櫛原交差点 / 起点                  |
| 福岡県道88号久留米小郡線 重複区間起点                                                      | 福岡県     | 久留米市 | 久留米市 | 東櫛原町       | 東櫛原（2）交差点                    |
| 福岡県道88号久留米小郡線 重複区間終点                                                      | 福岡県     | 久留米市 | 久留米市 | 東櫛原町       | 中央公園北交差点                     |
| 国道322号                                                                                  | 福岡県     | 久留米市 | 久留米市 | 東合川1丁目    | 野々下交差点                         |
| 福岡県道53号久留米筑紫野線 重複区間起点                                                    | 福岡県     | 久留米市 | 久留米市 | 山川野口町     | 野口交差点                           |
| 福岡県道53号久留米筑紫野線 重複区間終点                                                    | 福岡県     | 久留米市 | 久留米市 | 山川野口町     | 山川野口町交差点                     |
| 福岡県道739号豊田北野線                                                                    | 福岡県     | 久留米市 | 久留米市 | 善導寺町木塚   |                                      |
| 福岡県道740号上高橋善導寺停車場線                                                          | 福岡県     | 久留米市 | 久留米市 | 善導寺町飯田   | 善導寺駅交差点                       |
| 福岡県道742号蜷川草野線 重複区間起点                                                       | 福岡県     | 久留米市 | 久留米市 | 善導寺町島     |                                      |
| 福岡県道742号蜷川草野線 重複区間終点                                                       | 福岡県     | 久留米市 | 久留米市 | 大橋町常持     | 大橋三差路交差点                     |
| 福岡県道743号中尾大刀洗線 重複区間起点                                                     | 福岡県     | 久留米市 | 久留米市 | 田主丸町牧     | 牧（1）交差点                        |
| 福岡県道743号中尾大刀洗線 重複区間終点                                                     | 福岡県     | 久留米市 | 久留米市 | 田主丸町牧     | 牧（2）交差点                        |
| 福岡県道746号竹野志塚島線                                                                  | 福岡県     | 久留米市 | 久留米市 | 田主丸町以真恵 | 川会小学校前交差点                   |
| 福岡県道745号菅原豊城線                                                                    | 福岡県     | 久留米市 | 久留米市 | 田主丸町豊城   |                                      |
| 福岡県道70号田主丸黒木線                                                                   | 福岡県     | 久留米市 | 久留米市 | 田主丸町豊城   | 田主丸町豊城交差点                   |
| 福岡県道33号甘木田主丸線                                                                   | 福岡県     | 久留米市 | 久留米市 | 田主丸町田主丸 | 栄町3丁目交差点                      |
| 福岡県道729号田主丸停車場線                                                                | 福岡県     | 久留米市 | 久留米市 | 田主丸町田主丸 | 東町交差点                           |
| 福岡県道508号金川田主丸線                                                                  | 福岡県     | 久留米市 | 久留米市 | 田主丸町田主丸 | 田主丸総合支所交差点                 |
| 福岡県道585号殖木入地甘木線                                                                | 福岡県     | 久留米市 | 久留米市 | 田主丸町殖木   | 殖木交差点                           |
| 福岡県道80号甘木朝倉田主丸線                                                               | 福岡県     | 久留米市 | 久留米市 | 田主丸町鷹取   | 樋ノ口交差点                         |
| 福岡県道586号長栖高橋線 福岡県道718号吉井妹川線                                            | 福岡県     | うきは市 | うきは市 | 吉井町         | うきは警察署入口交差点               |
| 福岡県道511号吉井恵蘇宿線                                                                  | 福岡県     | うきは市 | うきは市 | 吉井町         | 札の辻交差点                         |
| 福岡県道588号甘木吉井線                                                                    | 福岡県     | うきは市 | うきは市 | 吉井町         | 上町交差点                           |
| 福岡県道749号保木吉井線                                                                    | 福岡県     | うきは市 | うきは市 | 吉井町清瀬     | 清瀬交差点                           |
| 福岡県道81号久留米浮羽線                                                                   | 福岡県     | うきは市 | うきは市 | 浮羽町朝田     |                                      |
| 福岡県道731号筑後千足停車場線                                                              | 福岡県     | うきは市 | うきは市 | 浮羽町朝田     |                                      |
| 福岡県道52号八女香春線 重複区間起点 福岡県道57号浮羽石川内線 福岡県道151号浮羽草野久留米線 | 福岡県     | うきは市 | うきは市 | 浮羽町朝田     | 中千足交差点                         |
| 福岡県道・大分県道106号朝田日田線                                                          | 福岡県     | うきは市 | うきは市 | 浮羽町朝田     | 浮羽庁舎前交差点                     |
| 福岡県道52号八女香春線 重複区間終点                                                        | 福岡県     | うきは市 | うきは市 | 浮羽町東隈上   | 東隈上（1）交差点                    |
| 福岡県道・大分県道105号山北日田線                                                          | 福岡県     | うきは市 | うきは市 | 浮羽町山北     | 山北交差点                           |
| 国道210号 / 浮羽バイパス                                                                   | 福岡県     | うきは市 | うきは市 | 浮羽町山北     | 百堂坂交差点                         |
| 福岡県道749号保木吉井線                                                                    | 福岡県     | うきは市 | うきは市 | 浮羽町山北     | 保木交差点                           |
| 国道211号                                                                                  | 大分県     | 日田市   | 日田市   | 大字川下       | 高井町交差点                         |
| 福岡県道・大分県道105号山北日田線                                                          | 大分県     | 日田市   | 日田市   | 大字川下       | 白手橋交差点                         |
| 大分県道677号石井庄手線                                                                    | 大分県     | 日田市   | 日田市   | 大字石井       | 石井町交差点                         |
| 福岡県道・大分県道106号朝田日田線                                                          | 大分県     | 日田市   | 日田市   | 大字石井       | 石井交差点                           |
| 国道212号 / 玉川バイパス 重複区間起点 国道496号                                            | 大分県     | 日田市   | 日田市   | 大日町         | 高瀬交差点                           |
| 大分県道673号小畑日田線                                                                    | 大分県     | 日田市   | 日田市   | 誠和町         | [ 注釈 5 ]                           |
| 国道212号 重複区間終点 大分県道・熊本県道9号日田鹿本線                                     | 大分県     | 日田市   | 日田市   | 大宮町         | 大宮交差点                           |
| 大分県道674号岩戸五馬日田線                                                                | 大分県     | 日田市   | 日田市   | 大部町         | [ 注釈 6 ]                           |
| 国道386号 福岡県道・大分県道112号福岡日田線                                                | 大分県     | 日田市   | 日田市   | 小ヶ瀬町       | 小ヶ瀬（1）交差点                    |
| 大分県道54号玖珠天瀬線                                                                     | 大分県     | 日田市   | 日田市   | 天瀬町合田     | 高塚愛宕地蔵尊入口交差点             |
| 大分県道・熊本県道12号天瀬阿蘇線                                                           | 大分県     | 日田市   | 日田市   | 天瀬町桜竹     |                                      |
| 大分県道704号菅原山浦線                                                                    | 大分県     | 玖珠郡   | 玖珠町   | 大字山浦       | 慈恩の滝入口交差点                   |
| 大分県道54号玖珠天瀬線                                                                     | 大分県     | 玖珠郡   | 玖珠町   | 大字戸畑       | 平川交差点                           |
| 大分県道678号書曲野田線                                                                    | 大分県     | 玖珠郡   | 玖珠町   | 大字戸畑       | 広瀬交差点                           |
| 大分県道43号玖珠山国線                                                                     | 大分県     | 玖珠郡   | 玖珠町   | 大字塚脇       | 新塚脇交差点                         |
| 国道387号 重複区間起点                                                                     | 大分県     | 玖珠郡   | 玖珠町   | 大字塚脇       | 新長野交差点                         |
| 国道387号 重複区間終点                                                                     | 大分県     | 玖珠郡   | 九重町   | 大字粟野       | 粟野交差点                           |
| 大分県道409号下恵良九重線                                                                  | 大分県     | 玖珠郡   | 九重町   | 大字右田       |                                      |
| 大分県道681号右田引治線                                                                    | 大分県     | 玖珠郡   | 九重町   | 大字右田       | 九重町役場入口交差点                 |
| 大分県道40号飯田高原中村線 重複区間起点                                                    | 大分県     | 玖珠郡   | 九重町   | 大字右田       | 九重インター入口交差点               |
| 大分県道40号飯田高原中村線 重複区間終点                                                    | 大分県     | 玖珠郡   | 九重町   | 大字野上       | 野上交差点                           |
| 大分県道710号田野野上線                                                                    | 大分県     | 玖珠郡   | 九重町   | 大字野上       | 野矢交差点                           |
| 大分県道・熊本県道11号別府一の宮線 重複区間起点                                            | 大分県     | 由布市   | 由布市   | 湯布院町川西   | 水分峠交差点                         |
| 大分県道・熊本県道11号別府一の宮線 重複区間終点                                            | 大分県     | 由布市   | 由布市   | 湯布院町川西   |                                      |
| 大分県道216号別府湯布院線                                                                  | 大分県     | 由布市   | 由布市   | 湯布院町川北   | 川北交差点                           |
| E34 大分自動車道 大分県道216号別府湯布院線 / バイパス                                      | 大分県     | 由布市   | 由布市   | 湯布院町川北   | 湯布院IC入口交差点 9 湯布院IC        |
| 大分県道・熊本県道11号別府一の宮線 重複区間起点                                            | 大分県     | 由布市   | 由布市   | 湯布院町川西   | 前徳野交差点                         |
| 大分県道・熊本県道11号別府一の宮線 重複区間終点                                            | 大分県     | 由布市   | 由布市   | 湯布院町川西   | 南由布橋先交差点                     |
| 大分県道537号湯平温泉線                                                                    | 大分県     | 由布市   | 由布市   | 湯布院町下湯平 |                                      |
| 大分県道719号東長宝西線                                                                    | 大分県     | 由布市   | 由布市   | 庄内町西       | 下武宮交差点                         |
| 大分県道621号田野庄内線 大分県道52号別府庄内線                                             | 大分県     | 由布市   | 由布市   | 庄内町柿原     | 由布市庄内庁舎前交差点               |
| 大分県道30号庄内久住線                                                                     | 大分県     | 由布市   | 由布市   | 庄内町大龍     | 大龍交差点                           |
| 大分県道52号別府庄内線 / 旧道                                                              | 大分県     | 由布市   | 由布市   | 庄内町東長宝   | 小野屋入口交差点                     |
| 大分県道626号中村鬼瀬停車場線 重複区間起点                                                 | 大分県     | 由布市   | 由布市   | 挾間町鬼瀬     |                                      |
| 大分県道626号中村鬼瀬停車場線 重複区間終点                                                 | 大分県     | 由布市   | 由布市   | 挾間町鬼瀬     |                                      |
| 大分県道618号龍原挾間線                                                                    | 大分県     | 由布市   | 由布市   | 挾間町向原     | 同尻橋先交差点                       |
| 大分県道51号別府挾間線 大分県道516号向之原停車場線                                         | 大分県     | 由布市   | 由布市   | 挾間町挾間     | 挾間郵便局先交差点                   |
| 大分県道207号大分挾間線 / バイパス                                                         | 大分県     | 由布市   | 由布市   | 挾間町挾間     | 挾間三差路交差点                     |
| 大分県道207号大分挾間線 / 現道                                                             | 大分県     | 由布市   | 由布市   | 挾間町挾間     | 鶴田入口交差点                       |
| 国道442号                                                                                  | 大分県     | 大分市   | 大分市   | 大字口戸       | 国道442号入口交差点                  |
| 大分県道623号下世利寒田線                                                                  | 大分県     | 大分市   | 大分市   | 大字玉沢       | 大分南郵便局先交差点                 |
| 大分県道41号大分大野線                                                                     | 大分県     | 大分市   | 大分市   | 大字田尻       | ななせ大橋東交差点                   |
| E10 東九州自動車道 大分県道628号大分光吉インター線                                         | 大分県     | 大分市   | 大分市   | 大字光吉       | 光吉インター入口交差点 13 大分光吉IC |
| 国道10号 重複区間起点 国道57号 重複区間起点                                                | 大分県     | 大分市   | 大分市   | 大字宮崎       | 宮崎交差点                           |
| 国道10号 重複区間終点 国道57号 重複区間終点                                                | 大分県     | 大分市   | 大分市   | 畑中1丁目      | 府内大橋北交差点                     |
| 国道442号 重複区間起点                                                                     | 大分県     | 大分市   | 大分市   | 羽屋新町1丁目  |                                      |
| 大分県道601号小挾間大分線                                                                  | 大分県     | 大分市   | 大分市   | 南太平寺2丁目  | 大道トンネル南交差点                 |
| 大分県道21号大分臼杵線                                                                     | 大分県     | 大分市   | 大分市   | 大道町5丁目    | 椎迫入口交差点                       |
| 国道10号 国道57号 国道197号 国道217号 国道442号 重複区間終点                               | 大分県     | 大分市   | 大分市   | 新町           | 大道入口交差点 / 終点                |

### 交差する鉄道
- 久大本線
- 日豊本線

### 峠
- 大分県
  - 水分峠（玖珠郡九重町 - 由布市）